# 無準師範
無準師範（ぶしゅんしばんあるいは、ぶじゅんしばん）は、中国の南宋の臨済宗の僧。俗姓は雍。法諱は師範。号は無準。剣州梓潼県の出身。宋代禅林中の巨匠で理宗から仏鑑禅師を諡された。

## 業績
破庵祖先の法嗣、門下に兀庵普寧・西巌了恵・別山祖智・断橋妙倫（以上、四哲と称す）・雪巌祖欽・無学祖元などがおり、日本僧では円爾がいる。中国五山の第一たる径山万寿寺の第34世に住し、円爾をはじめとして日本から無準に参じた僧は多い。日本禅林との関係は最も深く、最も強い影響を与えている。
無準は書法に長じ、多くの墨跡の名品を日本に伝えており、その書は張即之風で雄渾な大字で知られる。また『与円爾尺牘』の細字には別趣の味わいがあり、いずれも極めて格調が高い。無準は張即之と交渉をもったため、その弟子たちは好んで張即之の書を学んだ。
また無準は絵画にも非常に優れていたらしく、その弟子の牧谿は禅林が生んだ最大の画家で、その作品は日本にもたらされている。無準の著として『仏鑑禅師語録』が知られる。

## 墨跡
与円爾尺牘
『与円爾尺牘』（えんににあたう せきとく）は、無準が円爾に書いた謝礼の尺牘。円爾が帰朝した翌年の淳祐2年/仁治3年（1242年）の夏、径山の寺塔が火事になり、円爾はその復興のために博多から板1,000枚を径山に送った。それに対する無準の謝礼が本状である。そのため俗に板渡しの墨跡と呼ばれ珍重されている。東京国立博物館蔵。国宝（指定名称は無準師範墨蹟（尺牘））。
 与円爾印可状
『与円爾印可状』（えんににあたう いんかじょう）は、嘉熙元年（1237年）10月、無準が円爾に書き与えた印可状。「道無南北」の文からはじまるこの墨跡は、円爾が径山に上った翌年に与えられた。絹本、53.9cm×102.7cm。東福寺蔵。国宝（指定名称は無準師範墨蹟（円爾印可状 丁酉歳十月））。

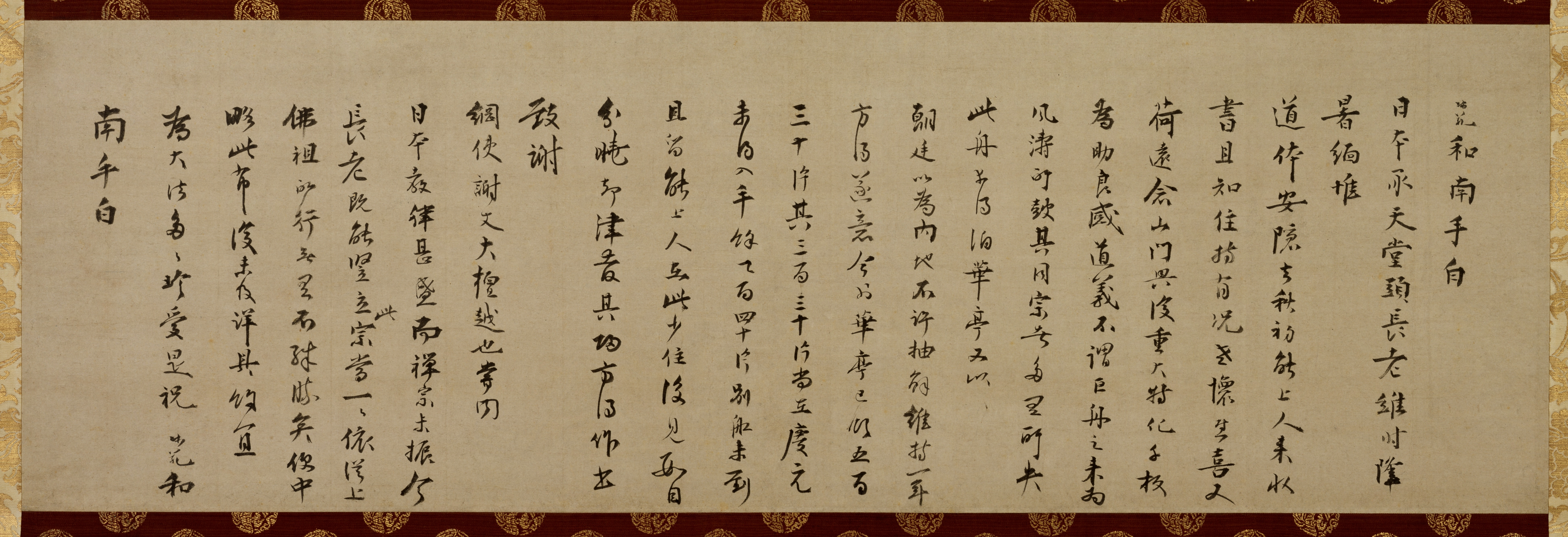
『与円爾尺牘』
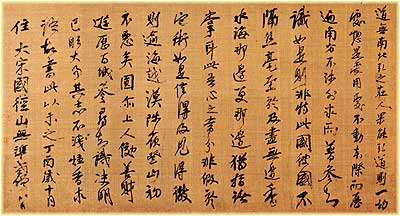
『与円爾印可状』
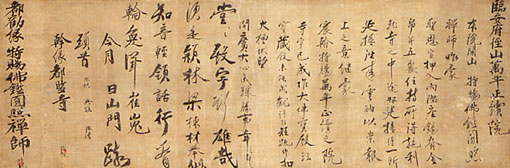
『山門疏』